# Giocondo Albertolli

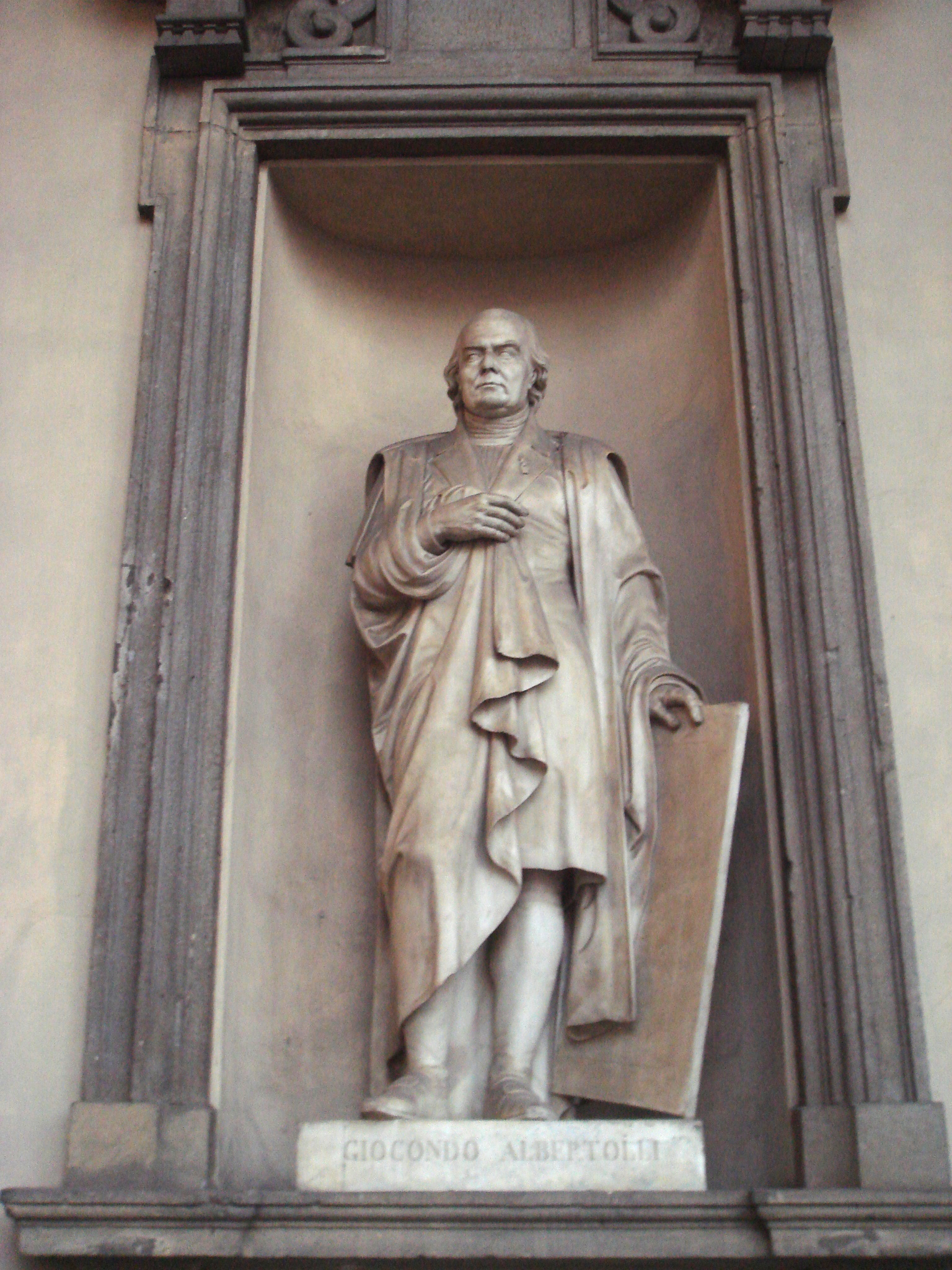
Statua Gioconda Albertollego

Giocondo Albertolli (ur. 24 lipca 1742 w Bedano w Szwajcarii, zm. 15 listopada 1839 w Mediolanie) – włoski architekt i dekorator szwajcarskiego pochodzenia, także malarz i rzeźbiarz. Reprezentant neoklasycyzmu.

## Życiorys
Pochodził z rodziny artystów. Studiował w Parmie. Tworzył nie tylko projekty, lecz także dekoracje, m.in. różnego rodzaju ozdoby. Zajmował się też rzeźbą i – sporadycznie – malował obrazy. Opiekował się architektoniczną i dekoracyjną stroną włoskich kościołów, pałaców i innych budynków publicznych.
Jego bratem był Grato Albertolli, szwajcarski architekt i dekorator. Z kolei syn Gioconda Albertollego, Rafaello, został grawerem.